# サムエル・ワンジル
サムエル・カマウ・ワンジル（Samuel Kamau Wanjiru, 1986年11月10日 - 2011年5月15日）は、ケニア出身の男性陸上競技選手（長距離種目）。
2008年北京オリンピック男子マラソン金メダリストで、ハーフマラソンの元世界記録保持者でもある。日本の高校へ留学し、日本における陸上競技選手としても活躍した。マラソンではスプリントの切れ味で決着をつけるタイプではなく、長いスパートを自ら仕掛けてレースを動かし主導権を握るのが得意なスタイルだった。

## 生涯

### 生い立ち
ワンジルは1986年にケニア中央州ニャフルル市のオルカラウ町にキクユ族の子として生まれた。幼い頃に両親が離別したため、母のハンナ・ワンジル（Hannah Wanjiru）と弟のシモン・ジョロゲ（Simon Njoroge）との3人暮らしであった。子供の頃から走ることが大好きで、標高2000m超の自宅環境により心肺能力は自然と鍛えられた。6歳になって自宅から30km離れたギドゥングリ小学校（Githunguri Primary School）に入学。しかし、狭いトウモロコシ畑に頼るだけの一家の生活は大変困窮しており、ワンジルは昼食を持たずに裸足で通学し、教科書を買うお金もなく、わずかな授業料を払うこともままならなかった。貧困により小学7年生（ケニアの学制は8・4・4）の時には小学校を中退してしまった。

### ケニアでの陸上キャリア
8歳の頃には小学校の運動会で抜きんでた成績を得ていたワンジルであったが、本格的に陸上を始めたのは小学校を中退した頃である。当初は自宅で練習していたが、ワンジルの実力はMFAE陸上クラブ（Mutual Fair Exchanges athletics club）のフランシス・カマウ（Francis Kamau）コーチの目に留まる所となり、同クラブで練習するためにワンジルは単身郊外に引っ越した。MFAE陸上クラブはニャフルル市郊外のトムソン滝（Thomson Fall）付近にあり、標高3000m前後の高標高域に練習拠点を置く、長距離選手に特化した陸上クラブである。カマウコーチの下でトレーニングを積んだ結果、2000年にケニア西部の町・キスムで開催された全国小学生陸上選手権の10000mにおいて3位に入り、ワンジルの才能は広く知られるところとなった。しかし、クラブの会費を払えなかったワンジルは、やがてクラブを辞めることを余儀なくされた。キスムでワンジルの才能を認めた他のクラブの数人のコーチがワンジルに興味を示したが、いずれのコーチもワンジルを養うことは不可能であったため、ワンジルは実家に戻ることとなる。

### 貧困からの脱出へ
母と弟との赤貧の生活に戻ったワンジルであったが、キスムで出会った他の選手が練習拠点にしているという、オルカラウ町から100km程離れた町・ニエリにあるケニア山高所練習キャンプの話を思い出し、同キャンプを主催するステファン・ドゥング（Stephen Ndung'u）にキャンプへの入隊許可を請うこととした。キクユ族の慣習では、母子家庭の母が単独で子の人生を左右する決定をすることは許されていないため、ワンジルの母方のおじであるジョン・ムヒア（John Mwihia）が後見人となり、ムヒアがワンジルを連れてニエリのドゥングの下を訪ね、ワンジルはそのままキャンプへの入隊を許された。この際にムヒアは当面の練習費として砂糖と米1kgずつを工面してくれ、会見の際にドゥング師に納めた。ニエリのキャンプでの練習により、ワンジルは地区の大会で次々と優勝を重ね、ニエリのヒーローとなっていく。またドゥング師はワンジルの才能を海外へ羽ばたかせるべくスポンサー探しを始めることとなる。

### 日本へ
2002年初めにドゥングは、ケニアを拠点に陸上選手のプロモーター活動を行っていた小林俊一にワンジルを紹介する。スポーツジャーナリストであった小林俊一は、長年のケニアでの活動でケニア陸連と太いパイプを持ち、ニャフルルに拠点を置く陸上チームの運営にあたり、日本に50人近くの選手を送り込んだ実績のある人物であった。前後してワンジル自身も、すでに仙台育英学園高等学校に駅伝要員（助っ人）として留学し、日本での練習で成績を伸ばしていたサムエル・カビルと話をし、日本留学を希望するようになる。そして、日本への留学生の選考会を兼ねたクロスカントリー大会で優勝し、ガル高校（Ngaru Secondary School）を経由して、仙台育英高校への留学をつかみ取った。当時のワンジルの実力は、5000mを14分06秒で走るという、15歳としては驚異的なものであった。

### 仙台育英高校時代
2002年4月、仙台育英高校に入学する。在学当初は初めて体験する仙台の冬の寒さや、言葉の壁に悩み、ホームシックにもなったが、アニメ番組を見て日本語を勉強するなどし、1年後には日本語の日常会話を流暢にこなすようになった。ケニアでは一日30分しか練習していなかったワンジルにとって、最初の一年間は仙台育英高校での練習が非常にきつく感じたと後に語っている。高校生当時は渡辺高夫監督指導の下、駅伝やクロスカントリーに力を入れ、千葉国際クロスカントリー大会を2度、福岡国際クロスカントリー大会を3度制し、全国高等学校駅伝競走大会では3年連続区間賞の快走を見せ、同じケニアからの留学生、メクボ・ジョブ・モグスらに勝つなど、仙台育英高校の黄金時代に貢献した。しかし、1km2分45秒のペースで2kmを走るロード用のペース走練習にこだわったあまり、スピード練習が不足していたワンジルは高校総体5000mでは1年次はジョセファト・ダビリ、ジョン・カリウキに次ぐ3位、2年次はダビリに次ぐ2位、3年次は同競技で日本人選手の佐藤悠基にも先着を許し、モグス、佐藤に次ぐ3位に終わり栄冠には届かなかった。そのため自分にはスピードの才能がないと誤解したワンジルは早期のマラソン転向を志すようになる（とはいえワンジルの高校3年生当時の自己ベスト記録5000m：13分38秒98、10000m：28分00秒14はいずれも日本高校記録を上回っている）。

### トヨタ自動車九州時代
高校卒業後は複数の実業団から誘いを受け、バルセロナ五輪男子マラソン銀メダリスト森下広一が監督を務めるトヨタ自動車九州にマラソンランナーを目指して入社。同社では人事総務部総務室に所属しトレーニングを積んだ。入社直後2005年4月の兵庫リレーカーニバル10000mで27分32秒43、翌週の織田幹雄記念国際陸上競技大会5000mで13分12秒40と、自己ベストを立て続けに記録した。これにより早期のマラソン転向は棚上げし、より短い距離での練習を積む。結果はすぐに表れ、同年7月の仙台国際ハーフマラソンで59分43秒（当時世界歴代2位）で優勝。続く8月ベルギーのブリュッセルグランプリリーグ10000mで26分41秒75のジュニア世界新記録、さらに9月オランダのロッテルダムハーフマラソンでも59分16秒の世界新記録を樹立した。
2006年1月、ハイレ・ゲブレセラシェによってハーフマラソン世界記録が58分55秒に更新されるが、ワンジルは2007年2月にアラブ首長国連邦のラスアルハイマハーフマラソンで58分53秒のタイムを出し、ゲブレセラシェの記録を上回る（しかしこのレースではEPOテストが実施されなかったため記録は公認されなかった）。
2007年3月、オランダのハーグで行われたハーフマラソンで、58分33秒の世界新記録を樹立し世界記録保持者に返り咲いた。
満を持して2007年12月2日に行われた福岡国際マラソンに出場し、初マラソン初優勝大会新記録の成績を残しハーフマラソン世界記録保持者としての実力を見せつけた。なお、この時のタイムは2時間6分39秒で、当時の藤田敦史が持っていた大会記録を12秒上回った。
2008年4月13日に行われたロンドンマラソンで優勝したマーティン・レルに次ぎ2位でゴール、世界歴代5位（当時）の2時間5分24秒を記録した。
2008年7月、ケニアから日本の弁護士を通じてトヨタ自動車九州に退職届を提出、退社につき「（同社に所属していれば）駅伝を走らなくてはいけない。今後は自分で（考えてマラソンを）やりたいと思います」と述べた。「日本人は練習しすぎて疲れちゃってる。自分は練習量を少なくしてもらってきた」とも述べ、日本のマラソン界は駅伝とオーバートレーニングにより逆に遅くなったり故障が増えていると指摘した。また、日本実業団陸上競技連合の登録規程により、外国人選手は180日以上日本に滞在する必要があり、この規定が海外の大会への参加に支障をきたすと指摘。

### 北京オリンピック男子マラソン金メダル

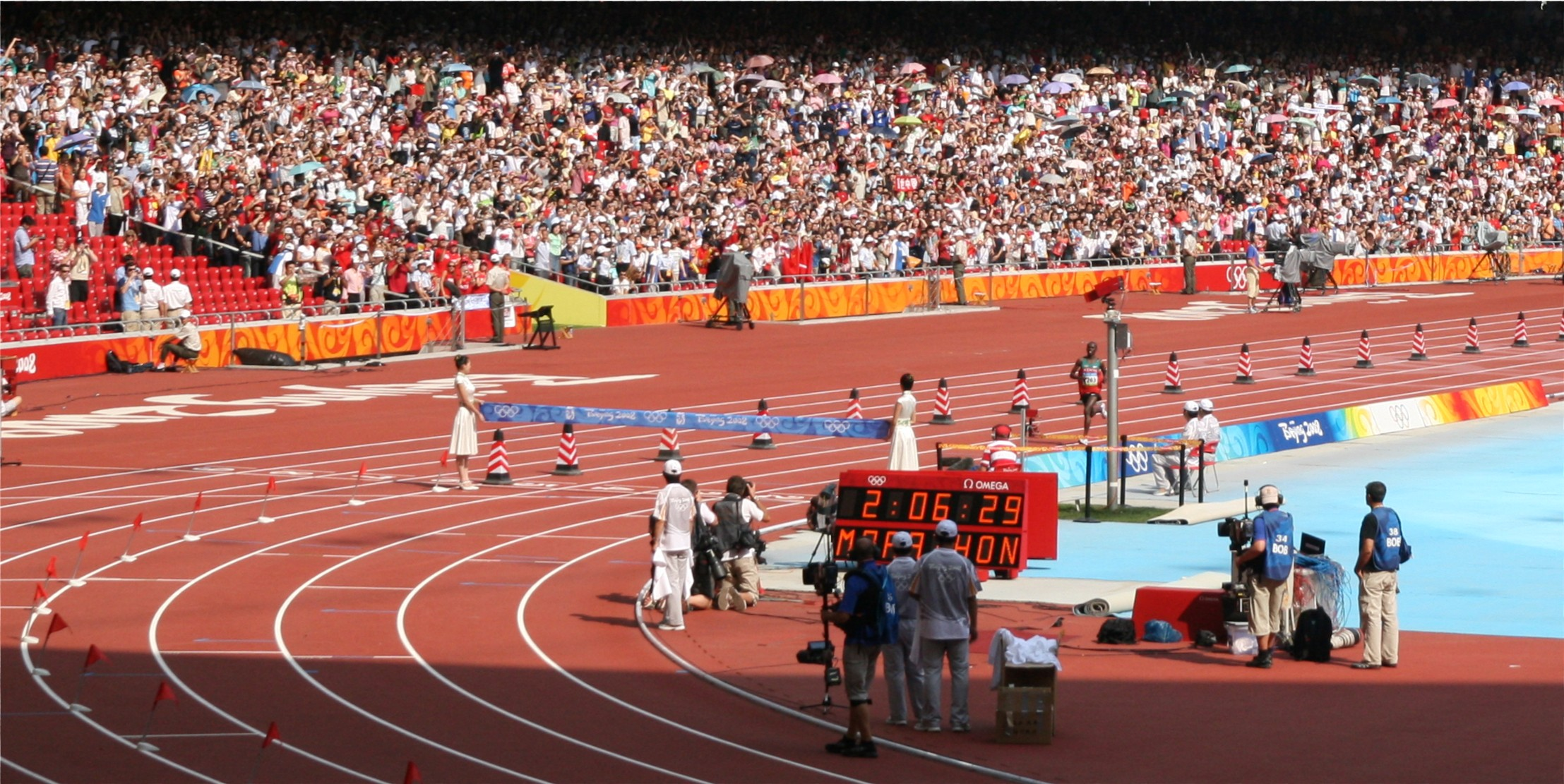
北京オリンピック

2008年8月24日に行われた北京オリンピック男子マラソンでは、レースシューズをケニアに忘れてしまったため、急遽練習シューズを履いて臨んだにもかかわらず、2時間6分32秒という五輪新記録で優勝を果たした。ケニア勢初のマラソン金メダリストとなり、また、21歳9ヶ月での金メダル獲得は男子マラソンでは1932年ロサンゼルスオリンピックでのファン＝カルロス・サバラ（20歳10ヶ月）に次ぐ史上2番目の若さである。閉会式で、IOCのジャック・ロゲ会長から金メダルを受け取った。閉会式実況の内山俊哉アナウンサーは「都大路が生み出したオリンピックの金メダリスト」と評した。
レース終了後、日本のプレスインタビューに流暢な日本語で応じ、日本への感謝の気持ちを述べた。また、その際「日本で学んだことは？」という質問に「ガマン、ガマン」とこたえている。オリンピック閉会後は一旦ケニアに戻り、ムワイ・キバキ大統領と会談。9月に日本に戻り、11月11日に明治製菓と1年間のスポンサー契約を結んだ（2009年11月30日で契約終了）。所属名は同社のブランド「ザバス」であった。
| 年   | 大会             | 開催国         | 成績 | タイム       |
| ---- | ---------------- | -------------- | ---- | ------------ |
| 2007 | 福岡国際マラソン | 日本           | 優勝 | 2:06:39      |
| 2008 | ロンドンマラソン | イギリス       | 2位  | 2:05:24      |
| 2008 | 北京オリンピック | 中国           | 優勝 | 2:06:32      |
| 2009 | ロンドンマラソン | イギリス       | 優勝 | 2:05:10      |
| 2009 | シカゴマラソン   | アメリカ合衆国 | 優勝 | 2:05:41      |
| 2010 | ロンドンマラソン | イギリス       | DNF  | （途中棄権） |
| 2010 | シカゴマラソン   | アメリカ合衆国 | 優勝 | 2:06:24      |

### マラソンの第一人者へ
北京五輪のメダリスト3人が顔を揃えた2009年のロンドンマラソンでは、25kmまで世界記録を上回るハイペースで集団が進む中、28km地点と32kmキロ地点でスパートをかけて他の選手を振り切り、大会記録を5秒更新する世界歴代7位(当時)の2時間5分10秒で優勝した。また10月のシカゴマラソンでも、気温-1度の悪条件の中、2時間5分41秒の大会新記録で優勝した。
2010年シカゴマラソンは2時間6分24秒で2連覇を果たした。4月のロンドン・マラソン優勝のツェガエ・ケベデをゴール手前で振り切ってロンドンの雪辱を果たした。

### 晩年のトラブルと突然の死
だが、2008年に五輪優勝の報奨金を狙った強盗に襲われた。また、2010年には妻を銃で脅迫したとして妻に告訴された。さらに2011年1月には交通事故で軽傷を負うなど、いくつかトラブルに見舞われている。
2011年5月15日、ケニアの自宅バルコニーから転落して死亡したことが報じられた。葬儀は数千人が参列する国葬級の規模で営まれ、実家近くの家族の農場に埋葬された。ケニア警察の捜査結果では死亡原因を偶発的に転落した事故死と断定しているものの、検視を行った病理学者によると後頭部に転落の傷ではない強力な殴打痕が見られたため他殺も疑われた。しかし現在に至るまで、死因は特定されていない。

## 人物
- 母が陸上経験者で、母方の従兄のジョセフ・リリも2004年ベルリンマラソン2位（2時間6分49秒）、2005年びわ湖毎日マラソン優勝の実力者であった。
- ケニアに里帰りした際は自宅から300kmも離れた仙台育英高校の先輩サムエル・カビル（2004年7月に白血病で死去）の墓参りを欠かさなかったという。
- 高校時代にはスポーツのみならず、書道の全国大会でも金賞を獲得した。“書の甲子園”と呼ばれる国際高校生選抜書展でも大賞（上から2番目の賞）になった実績もある。
- 2007年に結婚し、母国ケニアに妻と娘がいる。
- 好物は梅酒。焼酎も嗜む。松浦亜弥の大ファンでもあった。
- 2010年12月、妻と家政婦を脅迫した罪で告訴される[6]。
- 前述の通り、母国・ケニアに長期間帰国していたことが多く、日本の実業団登録の滞在日数に関わるため、森下に日本に戻ってくるよう促されても戻ってこないことが多かった。次第に2005年 同期加入した当時のトヨタ九州マネージャーと行動をともにするようになり、籍を置いたまま、ガブリエラ・ロザをコーチに、その息子フレデリコ・ロザを代理人とし、森下の方針に従わず、森下が考えていたスケジュールやトヨタ九州と合流する予定、福岡の放送局FBSのイベントなどもキャンセルするなどのトラブルを起こし、2008年7月にトヨタ自動車九州に一方的に退社届を送り、トヨタ九州側も受理した。

## 主な戦績
- 2002年 全国高等学校駅伝競走大会 1区（10.0km）区間賞 28分55秒（仙台育英高校、2時間5分28秒、6位）
- 2003年 全国高等学校駅伝競走大会 1区（10.0km）区間賞 28分4秒

仙台育英高校、2時間2分7秒、優勝、大会新記録、日本国内国際最高記録
- 2004年 全国高等学校駅伝競走大会 3区（8.1075km）区間賞（区間新記録） 22分40秒

仙台育英高校、2時間1分32秒、優勝、大会新記録、日本国内国際最高記録
- 2006年 ニューイヤー駅伝 3区（11.8km）区間2位 31分18秒
- 2007年 ニューイヤー駅伝 3区（11.8km）区間3位 31分57秒
- 2007年 ハーフマラソン（オランダハーグ　58分33秒（世界新記録<当時>）
- 2007年 福岡国際マラソン 優勝 2時間6分39秒（大会新記録<当時>）
- 2008年 ニューイヤー駅伝 3区（11.8km）区間4位 31分17秒
- 2008年 ロンドンマラソン 2位 2時間5分24秒
- 2008年 北京オリンピック男子マラソン 優勝 2時間6分32秒（五輪新記録）
- 2009年 ロンドンマラソン 優勝 2時間5分10秒（大会新記録）

## 自己ベスト
- 1500m - 3分50秒28（2003年7月30日、長崎）
- 5000m - 13分12秒40（2005年4月29日、織田記念陸上、広島）
- 10000m - 26分41秒75（当時のジュニア世界記録、2005年8月26日、ブリュッセル）
- 10km - 27分27秒（2007年3月17日、ハーグ）
- 15km - 41分29秒（世界記録、2007年2月9日、ラスアルハイマ）
- 20km - 55分31秒（世界記録、2007年3月17日、ハーグ）
- ハーフマラソン - 58分33秒（当時の世界記録、2007年3月17日、ハーグ）
- 25km - 1時間13分41秒（2009年10月11日、シカゴ）
- 30km - 1時間28分30秒（2008年4月13日、ロンドン）
- マラソン - 2時間5分10秒（2009年4月26日、ロンドン）

### 年次ベスト
| 年     | 5000m      | 10000m                                                  | ハーフマラソン             | マラソン      |
| ------ | ---------- | ------------------------------------------------------- | -------------------------- | ------------- |
| 2002年 | 13分44秒80 | 28分36秒08                                              |                            |               |
| 2003年 | 13分38秒98 | 28分20秒06                                              |                            |               |
| 2004年 | 13分47秒22 | 28分00秒06                                              |                            |               |
| 2005年 | 13分12秒40 | 26分41秒75 ※ジュニア世界記録(当時) 2024年まで19年間保持 | 59分16秒                   |               |
| 2006年 |            |                                                         |                            |               |
| 2007年 | 13分18秒25 | 27分20秒99                                              | 58分33秒 ※世界記録（当時） | 2時間06分39秒 |
| 2008年 |            | 27分56秒79                                              | 59分26秒                   | 2時間05分24秒 |
| 2009年 |            |                                                         | 1時間01分08秒              | 2時間05分10秒 |
| 2010年 |            |                                                         | 1時間01分33秒              | 2時間06分24秒 |

太字は自己ベスト